# Scelolyperus altaicus
Scelolyperus altaicus is een keversoort uit de familie bladkevers (Chrysomelidae). De wetenschappelijke naam van de soort werd in 1825 gepubliceerd door Carl Gustaf Mannerheim.